# Sinosure
Sinosure ist eine chinesische Versicherungsgesellschaft. Gegründet 2001 ist Sinosure eine offizielle staatliche Gesellschaft und bietet sowohl Exportversicherungen als auch Kreditversicherungen für den chinesischen Binnenmarkt an.
Der Sitz der Gesellschaft befindet sich in Beijing. Daneben verfügt das Unternehmen über 15 regionale Niederlassungen in China und eine Europavertretung in London.
Das eingetragene Stammkapital der Gesellschaft beträgt 4 Milliarden RMB.